# Новокадинский
Новокади́нский — посёлок в Куйтунском районе Иркутской области России. Входит в Мингатуйское муниципальное образование.

## География
Находится на правом берегу реки Кады, в 25 км от центра сельского поселения, села Мингатуй, в 69 км к северу от районного центра, пгт Куйтун.

## Население
| 2002 | 2010 | 2011 | 2012 |
| ---- | ---- | ---- | ---- |
| 6    | ↘2   | →2   | ↘1   |

По данным Всероссийской переписи, в 2010 году в посёлке проживали 2 человека (1 мужчина и 1 женщина).